# Dig Your Own Hole
Dig Your Own Hole es el segundo álbum del dúo británico de música electrónica The Chemical Brothers, publicado en el Reino Unido el 7 de abril de 1997. Aparecen Noel Gallagher de Oasis y Beth Orton como vocalistas invitados.
En 1998 los lectores de la revista Q votaron a Dig Your Own Hole el 49.º mejor álbum de todos los tiempos. En 2000 la misma revista lo colocó en el número 42 en su lista británica de los 100 Greatest Albums Ever.
En 2004, el álbum fue incluido junto a Exit Planet Dust en una caja de edición limitada como parte de la colección de EMI "2CD Originals".

## Lista de canciones
Todas las canciones escritas por Tom Rowlands y Ed Simons, excepto cuando se indique lo contrario.
1. "Block Rockin' Beats" (Rowlands, Simons, Jesse Weaver) – 5:14
2. "Dig Your Own Hole" – 5:27
3. "Elektrobank" – 8:18
4. "Piku" – 4:54
5. "Setting Sun" (Rowlands, Simons, Noel Gallagher) – 5:29
  - featuring Noel Gallagher
6. "It Doesn't Matter" (Rowlands, Simons, Paul Conley, John Emelin, Tom Flye, Rusty Ford, Kim King) – 6:14
7. "Don't Stop the Rock" – 4:48
8. "Get Up on It Like This" (Rowlands, Simons, Quincy Jones) – 2:48
9. "Lost in the K-Hole" – 3:51
10. "Where Do I Begin" – 6:51
  - featuring Beth Orton
11. "The Private Psychedelic Reel" (Rowlands, Simons, Jonathan Donahue) – 9:28